# Кривосуд-Бодовка
Кривосуд-Бодовка (слч. Krivosúd-Bodovka) насељено је мјесто са административним статусом сеоске општине (слч. obec) у округу Тренчин, у Тренчинском крају, Словачка Република.

## Становништво
| Година:    | 1994. | 2004.   | 2014.   | 2024.   |
| ---------- | ----- | ------- | ------- | ------- |
| Број људи: | 315   | 303     | 330     | 346     |
| Разлика:   |       | -3,80 % | +8,91 % | +4,84 % |

| Година:    | 2023. | 2024.   |
| ---------- | ----- | ------- |
| Број људи: | 355   | 346     |
| Разлика:   |       | -2,53 % |

Према подацима о броју становника из 2024. године насеље је имало 346 становника.